# Heddy Honigmann
Pour les articles homonymes, voir Honigmann.
Heddy Honigmann, née le 1er octobre 1951 à Lima et morte le 21 mai 2022 à Amsterdam, est une réalisatrice, productrice et scénariste néerlando-péruvienne.

## Biographie
Heddy Honigmann naît en 1951 de parents péruviens d'origine polonaise.
Elle détient la double nationalité. Elle a vécu en majeure partie aux Pays-Bas.

## Filmographie

### Réalisatrice et productrice
- 1985 : De Deur van het Huis[5]
- 1988 : Chimeres[6]
- 1989 : Your Opinion, Please[7]
- 1993 : Métal et mélancolie[8]
- 1995 : Au revoir[9]
- 1996 : L'Amour naturel[10]
- 1997 : L'Orchestre souterrain[11]
- 1999 : Crazy[12]
- 2002 : Good Husband, Dear Son[13]
- 2004 : A Shtetl That‘s No Longer There
- 2004 : Give Me Your Hand
- 2006 : Forever[14]
- 2007 : Dutch Junkies : co-réalisé avec John Appel
- 2007 : Emoticons[15]
- 2008 : So Beautiful de Stefan van de Staak
- 2008 : L'Oubli[16]
- 2011 : And Then One Day[17]
- 2012 : Herinneringen aan vuur
- 2014 : Royal Orchestra[18]
- 2017 : Joke van Leeuwen: een wereld tussen twee oren

## Crédit d'auteurs
- (nl) Cet article est partiellement ou en totalité issu de l’article de Wikipédia en néerlandais intitulé « Heddy Honigmann » (voir la liste des auteurs).